# Œuf du Caucase
Pour les articles homonymes, voir Caucase (homonymie).
L'œuf du Caucase est un œuf de Fabergé, l'un d'une série de cinquante-deux œufs ornés de bijoux fabriqués sous la supervision du joaillier russe Pierre-Karl Fabergé. Il a été réalisé en 1893 par Michael Perkhine. L'œuf de Fabergé a été réalisé pour Alexandre III de Russie, qui l'a présenté à son épouse, l'impératrice Maria Feodorovna.
Actuellement, l'œuf est une installation à long terme au Metropolitan Museum of Art de New York, dans le cadre de la fondation Matilda Geddings Grey.

## Conception

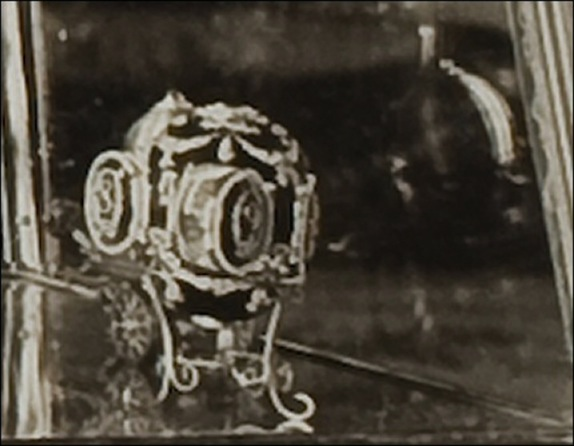
L'oeuf en 1902 avec son support d'origine, aujourd'hui perdu.

L'œuf est composé d'or jaune et multicolore, d'argent, d'émail rubis, de diamants taille rose, de diamants portrait, de platine, d'ivoire, de perles, de cristal de roche et d'aquarelle sur ivoire.
Il commémore Abastoumani dans le Caucase (actuelle Géorgie) où le Grand-Duc Georges a passé la plus grande partie de sa vie après avoir reçu un diagnostic de tuberculose. Les miniatures ont été réalisées et signées par Krijitski. Les miniatures sont révélées en ouvrant quatre portes bordées de perles autour de l'œuf. Chaque porte porte un chiffre de l'année serti de diamants, formant l'année 1893. Derrière le couvercle à charnière en haut se trouve un portrait du Grand-Duc dans son uniforme de marine.
C'est le premier œuf impérial connu pour être daté. L'émail rouge rubis n'a été utilisé qu'une seule fois pour les œufs Impériaux, car l'Hémophilie d'Alexis était une préoccupation constante pour la famille.

## Voir également
- Oeuf de Fabergé

## Sources
- Toby Faber, Faberge's Eggs: The Extraordinary Story of the Masterpieces That Outlived an Empire, Random House, 2008 (ISBN 978-1-4000-6550-9, lire en ligne)
- Christopher Forbes et Johann Georg Prinz von Hohenzollern, FABERGE; The Imperial Eggs, Prestel, 1990 (ASIN B000YA9GOM)
- Will Lowes, Fabergé Eggs: A Retrospective Encyclopedia, Scarecrow Press, 2001 (ISBN 0-8108-3946-6)
- A Kenneth Snowman, Carl Faberge: Goldsmith to the Imperial Court of Russia, Gramercy, 1988 (ISBN 0-517-40502-4)